# Flora Gallica
Flora Gallica, (abreviado como Fl. Gall.), é um livro com ilustrações e descrições botânicas que foi escrito por Jean Louis August Loiseleur-Deslongchamps e publicado no ano de 1828 com o nome de Flora Gallica, seu enumeratio plantarum in Gallia sponte nascentium, secundum linnaeanum naturalium synopsi. Editio secunda aucta et emendata.